# Boicot de jugadores de Manly por la camiseta del orgullo
El boicot de jugadores de Manly por la camiseta del orgullo tuvo lugar en julio de 2022, después de que siete jugadores del club Manly-Warringah Sea Eagles de la National Rugby League de Australia anunciaran que se negarían a participar en un próximo partido debido a la decisión del equipo de usar camisetas con el tema del orgullo LGBT en el partido del 28 de julio. Los jugadores recibieron tanto críticas como apoyo por el boicot.

## Boicot
En julio de 2022, siete jugadores del club Manly-Warringah Sea Eagles de la National Rugby League (NRL) de Australia se negaron a usar una camiseta del orgullo y optaron por boicotear el partido del club contra los Sydney Roosters el 28 de julio. El club había decidido utilizar la camiseta como medio para apoyar la diversidad y la inclusión en la NRL, pero no informó a los jugadores antes de presentarla ante los medios. Los siete jugadores (Josh Aloiai, Toafofoa Sipley, Tolutau Koula, Christian Tuipulotu, Haumole Olakau'atu, Jason Saab y Josh Schuster) citaron razones "culturales y religiosas" para hacerlo.
Manly perdió el partido contra los Roosters 20 a 10, mientras que los siete jugadores no asistieron al partido por motivos de seguridad.

## Reacciones
La reacción pública al boicot fue mixta. Algunos fanáticos elogiaron a los jugadores por defender sus creencias, mientras que otros los etiquetaron de intolerantes e hipócritas. Los jugadores recibieron el apoyo de líderes religiosos. El entrenador de Manly, Des Hasler, se disculpó con los jugadores por no haber consultado con ellos y señaló que los jugadores eran "fuertes en sus creencias y convicciones".
El programa Wide World of Sports de Nine Network —encargada de emitir los partidos de la NRL— informó que un joven jugador de los Sea Eagles, que es un homosexual dentro del armario, quedó devastado por la decisión de los siete jugadores: "Este movimiento de los jugadores lo sorprendió. Pensó que lo aceptarían por quién es si alguna vez decide hacer públicas sus preferencias sexuales, claramente ese no es el caso". Mark Geyer, locutor de radio y ex "ejecutor" de la NRL, dijo que los jugadores eran hipócritas, porque el patrocinador de su club, Pointsbet, promueve los juegos de azar, y que estaban insultando al ex gran jugador de los Sea Eagles, Ian Roberts, el único jugador australiano de la liga de rugby profesional que se ha declarado gay. El propio Roberts dijo: "Respeto plenamente a aquellos jugadores que eligen no jugar, y su derecho a no jugar, con sus creencias religiosas".
Seis de los siete jugadores eran de ascendencia isleña del Pacífico. Guy Rundle, que escribe para Crikey, argumentó que las reacciones hacia los jugadores incluían "racismo condescendiente implícito y explícito".
El boicot tuvo un efecto negativo en la temporada de los Sea Eagles. Simon Brunsdon, que escribe para Wide World of Sports de Nine Network, señala que Manly "sin embargo, estaba destinado a jugar finales hasta el fiasco de la camiseta arcoíris de la ronda 19, después del cual el club no ganó un partido de la NRL". Esto provocó el despido de Hasler como entrenador.